# Poggio San Romualdo
Poggio S. Romualdo (già Porcarella) è una frazione nel comune di Fabriano, nella provincia di Ancona, nella regione Marche. È situato sulla vetta dell'omonimo monte.
La frazione è meta di villeggianti, specialmente nella stagione calda, che desiderano tranquillità e clima mite.
Il paese è noto anche per essere stato uno dei set del film ...altrimenti ci arrabbiamo!.

## Storia
Si tramanda che il nucleo originario sia stato costituito per volere del Conte Tarulfo di Monte Marte nel 976 d.C.
Per certo il castello, di cui oggi rimango alcuni ruderi, fu costruito nel 1251 dal Comune di Fabriano per difendere i confini orientali.
Come altri toponimi nel territorio: Porcaro (Viacce), Mote Porcaro (Marischio-Ceresola) ha origine dall'allevamento dei suini qui praticato fin dal Medioevo, forse già in epoca longobarda quando un'economia silvo-pastorale si sostituisce a quella agricola prevalente nella società romana e tardo-antica. Allevamenti di suini sono attestati qui fino alla metà del XX secolo.
Secondo un'altra recente ipotesi Porcarella, potrebbe derivare anche dalla parola presa (XIV sec.), divisione del terreno con solchi distanti due metri, fatte dai mezzadri sulle grandi estensioni a loro affidate. Presa (parola dialettale umbro-marchigiana) deriva da Prosa o Porca-larga. La Porca è un terreno coltivato compreso tra solchi distanti da 0,80 a 2 metri, (per capirci: il terreno tra due solchi, sul quale sono piantati i pomodori, le insalate... quello è una "porca" da 0,80). Invece, le suddivisioni in "prese" venivano fatte per far mietere, le tante "opre" , pezzi della stessa superficie. Le "prese", che venivano realizzate a Porcarella e in poche altre località, sono "sparite" nel 1960, cioè da quando, per mietere, non si adoperò più la "serrecchia". 
Porcarella, pianoro di montagna con superficie di 5 km², era proprietà dei frati Camaldolesi di Valdicastro, ma nel 1814 se ne appropriò Napoleone e la assegnò al figliastro Eugenio di Beauharnais; nel 1870 venne acquistata dai marchesi Serafini; dal 1946 divenne proprietà - ora di uno ora di un altro - di vari acquirenti. 
Porcarella perse tale nome nel 1936, quando Mussolini la "ribattezzò" e la chiamò Poggio San Romualdo.
Il nome Porca è di origine indo-europea; in latino è Pòrca, in tedesco è Furche. A Valdicastro (che con Vigne forma la parrocchia di Porcarella) visse e morì San Romualdo, nato a Ravenna. San Romualdo, il  cui cognome era "Degli Onestii", fu ispiratore dell'Ordine monastico dei Camaldolesi: "I frati bianchi".